# 全日本社会人ウエイトリフティング選手権大会
内閣総理大臣杯全日本社会人ウエイトリフティング選手権大会（ぜんにほんしゃかいじん―せんしゅけんたいかい）は、日本ウエイトリフティング協会が主催するウエイトリフティングの全国大会である。

## 概要
1963年に東京YMCAにて第1回開催。実業団あるいは社会人クラブチームとして協会に登録するチーム及びその所属選手が対象となる。
毎年11月下旬に国民体育大会のリハーサル大会として翌年の国体会場で開かれる。各チームごとでの出場となり、個人戦の結果からポイントをはじき出して団体戦の結果とする。
2001年までは全日本実業団ウエイトリフティング選手権大会も合わせて実施された。
1987年より女子競技も併せて実施されている。当初は国体記念大会として開催されたが、2009年からはレディースカップ全日本女子選抜ウエイトリフティング選手権大会に改められる。

## 開催記録
| 回 | 年   | 開催地             | 団体戦優勝          |
| -- | ---- | ------------------ | ------------------- |
| 1  | 1963 | 東京YMCA           |                     |
| 37 | 2000 |                    |                     |
| 38 | 2001 |                    |                     |
| 39 | 2002 |                    |                     |
| 40 | 2003 | 埼玉               | 自衛隊体育学校A     |
| 41 | 2004 | 岡山               | 自衛隊体育学校      |
| 42 | 2005 | 兵庫               | 自衛隊体育学校A     |
| 43 | 2006 | 秋田               | 自衛隊体育学校A     |
| 44 | 2007 | 大分               | 自衛隊体育学校A     |
| 45 | 2008 | 新潟               | 自衛隊体育学校      |
| 46 | 2009 | 千葉               | 自衛隊体育学校      |
| 47 | 2010 | 山口               | 自衛隊体育学校A     |
| 48 | 2011 | 岐阜               | 自衛隊体育学校      |
| 49 | 2012 | 東京都国立市       | 自衛隊体育学校A     |
| 50 | 2013 | 長崎県諫早市       | 警視庁              |
| 51 | 2014 | 和歌山県和歌山市   | 警視庁              |
| 52 | 2015 | 岩手県奥州市       | 自衛隊体育学校      |
| 53 | 2016 | 愛媛県新居浜市     | 自衛隊体育学校A     |
| 54 | 2017 | 福井県小浜市       | 兵庫県キングギドラA |
| 55 | 2018 | 茨城県高萩市       | 警視庁              |
| 56 | 2019 | 鹿児島県薩摩川内市 | 警視庁              |
| 57 | 2020 | 三重県亀山市       | （中止）            |
| 58 | 2021 | 栃木県小山市       | （中止）            |
| 59 | 2022 | 北海道士別市       | 警視庁              |

## 参照
- 社団法人日本ウエイトリフティング協会６０年史 (PDF)